# فوغن جونسون
فوغن جونسون (بالإنجليزية: Vaughan Johnson)‏ هو لاعب كرة قدم أمريكية أمريكي، ولد في 24 مارس 1962 في مورهيد سيتي في الولايات المتحدة.

## وصلات خارجية
- فوغن جونسون على موقع مرجع كرة القدم المحترفة.كوم (الإنجليزية)